# Attalens
Attalens is een gemeente en plaats in het Zwitserse kanton Fribourg, en maakt deel uit van het district Veveyse.
Attalens telt 3.427 inwoners.